# Hans-Henrik Ørsted
Hans-Henrik Ørsted (Grenaa, 13 de desembre de 1954) és un ciclista danès professional des del 1980 fins al 1987, ha destacat especialment en pista concretament en persecució.
Ha aconseguit una medalla bronze als Jocs Olímpics de Moscou, i tres Campionats del món.

## Palmarès en pista
- 1977
  -  Campió de Dinamarca de Persecució
- 1978
  -  Campió de Dinamarca de Persecució
  -  Campió de Dinamarca de Puntuació
- 1980
  -  Medalla de bronze als Jocs Olímpics de Moscou en Persecució
  -  Campió de Dinamarca de Persecució
- 1981
  - Campió d'Europa de Madison (amb Gert Frank)
  - 1r als Sis dies de Dortmund (amb Gert Frank)
  - 1r als Sis dies de Herning (amb Gert Frank)
- 1983
  - Campió d'Europa de Madison (amb Gert Frank)
  - 1r als Sis dies de Herning (amb Gert Frank)
- 1984
  -  Campió del món de persecució
  - 1r als Sis dies de Gant (amb Gert Frank)
  - 1r als Sis dies de Múnic (amb Gert Frank)
- 1985
  -  Campió del món de persecució
  - 1r als Sis dies de Berlín (amb Danny Clark)
  - 1r als Sis dies de Copenhaguen (amb Gert Frank)
- 1987
  -  Campió del món de persecució
- 1988
  - 1r als Sis dies de Copenhaguen (amb Roman Hermann)

## Palmarès en ruta
- 1985
  - 1r al Trofeu Baracchi (amb Francesco Moser)
- 1991
  - Vencedor de 2 etapes de la Volta a Dinamarca